# بارک، اور
بارک (به فرانسوی: Barc) یک کمون (فرانسه) در فرانسه است که در شهرستان اور واقع شده‌است. بارک ۱۱٫۳۵ کیلومتر مربع مساحت دارد ۱۳۰ متر بالاتر از سطح دریا واقع شده‌است.